# Emelinus huachucanus
Emelinus huachucanus is een keversoort uit de familie schijnsnoerhalskevers (Aderidae). De wetenschappelijke naam van de soort werd in 1956 gepubliceerd door Werner.